# باقل (حفاش)

تعديل مصدري - تعديل

باقل هي إحدى قرى عزلة السهمان بني عمر بمديرية حفاش التابعة لمحافظة المحويت، بلغ تعداد سكانها 398 نسمة حسب تعداد اليمن لعام 2004.